# Palaeomastodon
Palaeomastodon es un género extinto de mamífero proboscídeo. Es el primer mastodonte conocido, un antepasado de los elefantes actuales. Vivió en África durante el Eoceno y el Oligoceno inferior, hace unos 35 millones de años. Unos de sus antepasados fue el Moeritherium. que vivió hace 37 millones de años. Sus restos fósiles se han encontrado en el oasis de Al-Fayum (Egipto).
Palaeomastodon tenía una nariz alargada, en forma de trompa, sobre el labio superior. En el maxilar superior, y la mandíbula, que se había alargado, los incisivos ya se habían desarrollado y convertido en colmillos, pero los colmillos inferiores probablemente los utilizara para arrancar plantas acuáticas en las zonas pantanosas.

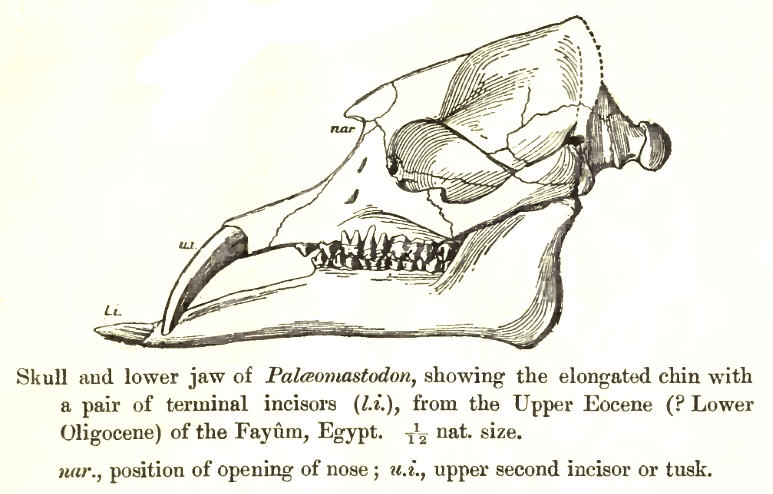
Dibujo de cráneo de Palaeomastodon.

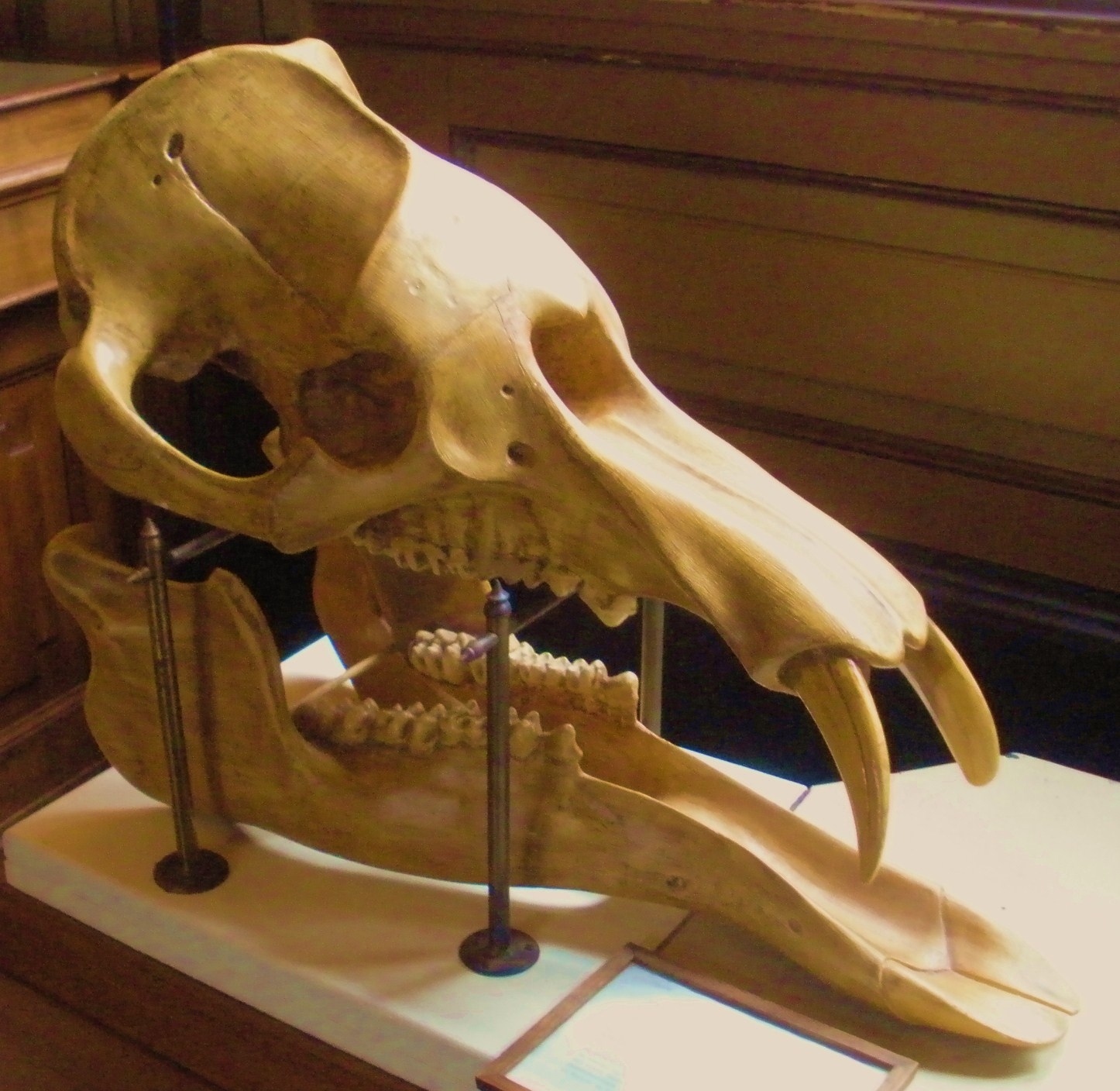
Cráneo de P. beadnelli.

Como Moeritherium, Palaeomastodon también vivía en el agua o en las orillas de los ríos y lagos, como los hipopótamos. Medía entre 1 y 2 metros de altura y pesaba unas 2 toneladas.